# Стела (Италия)
 Тази статия е за общината в Северна Италия.  За вида плоча вижте Стела.  
Стѐла (на италиански: Stella; на лигурски: Steia, Стея) е община в Северна Италия, провинция Савона, регион Лигурия. Разположена е на 266 m надморска височина. Населението на общината е 3045 души (към 2011 г.).
Административен център е село Сан Джовани (San Giovanni).